# 聖塞瓦斯蒂安區

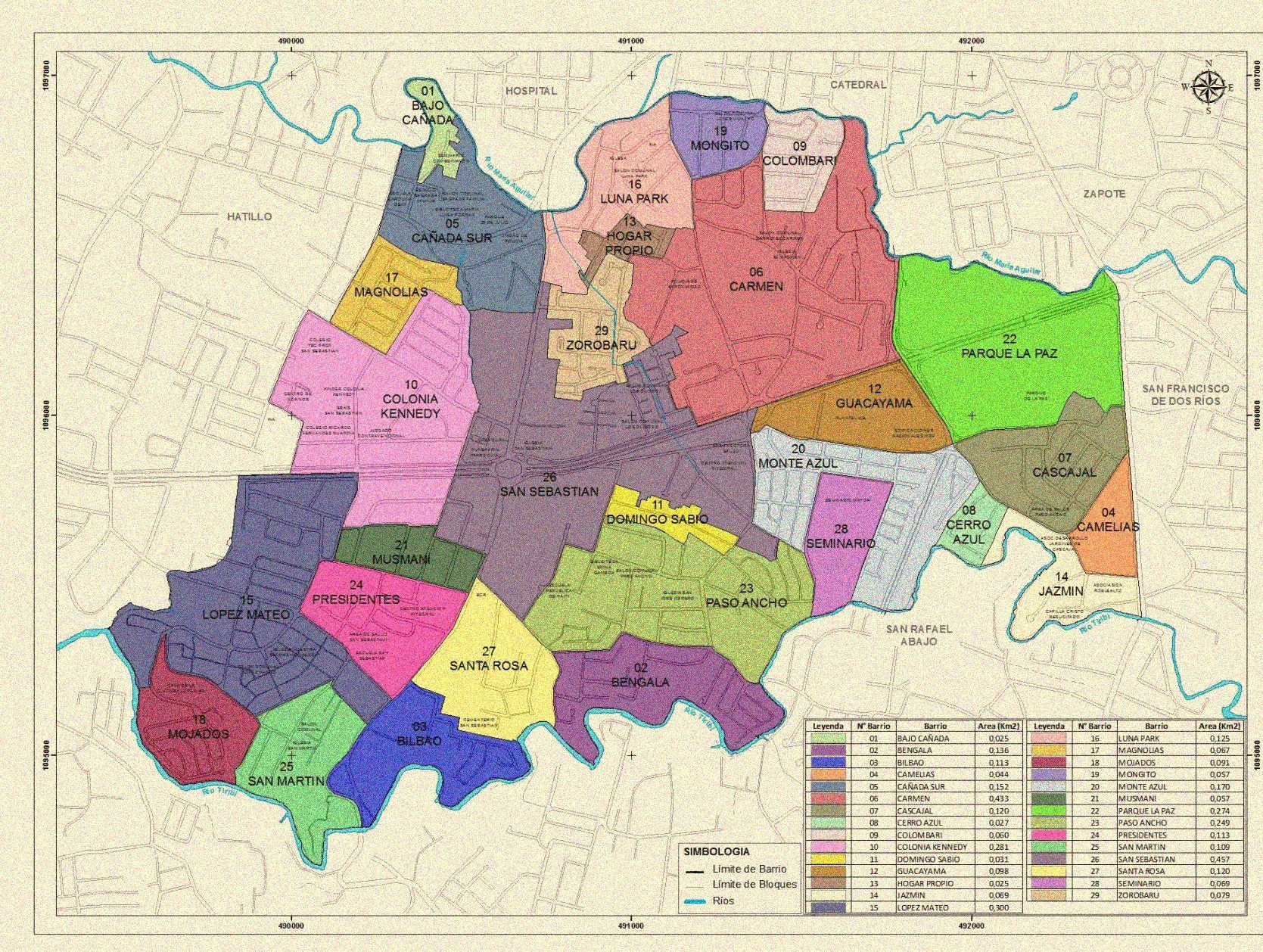

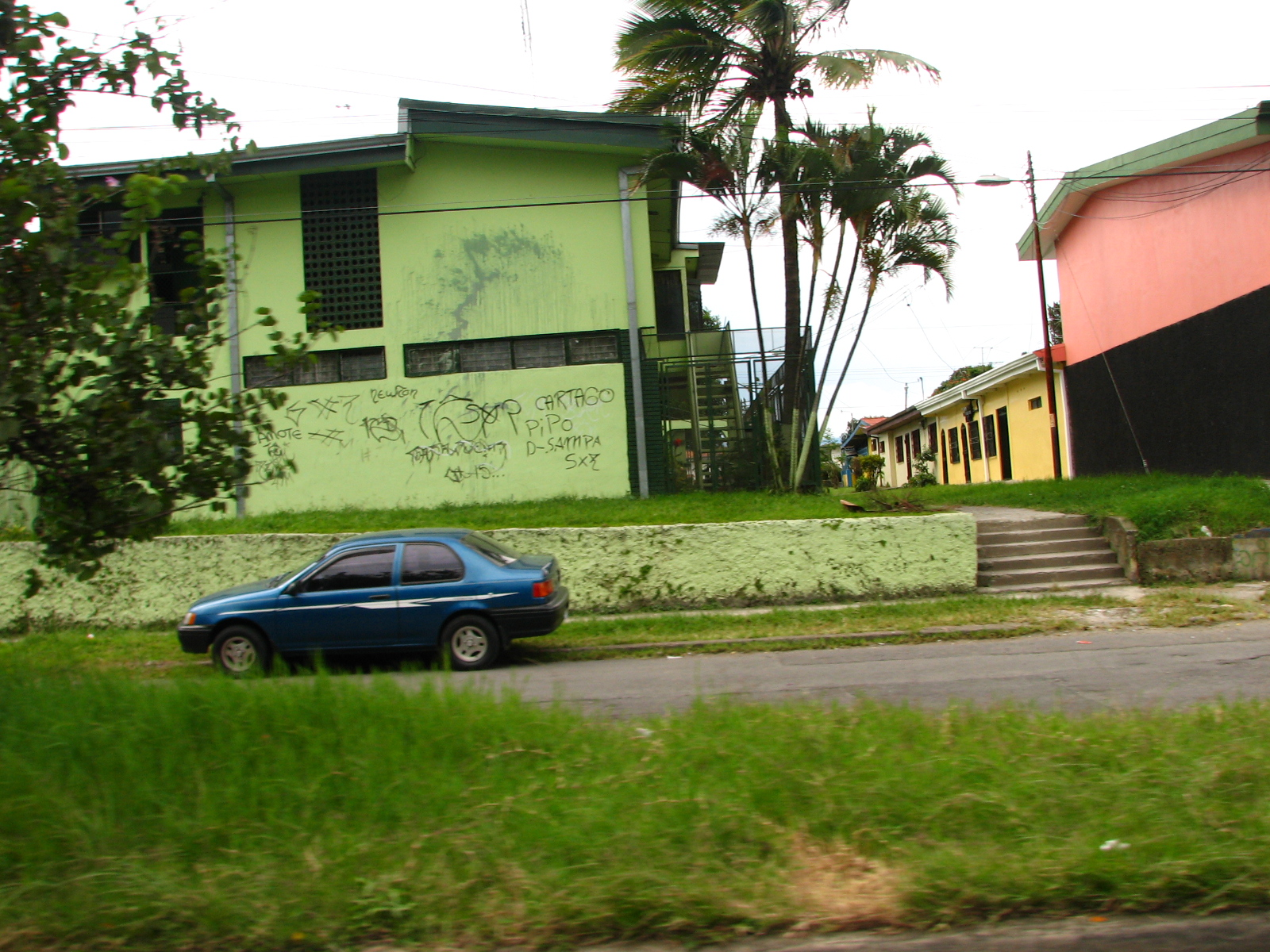

聖塞瓦斯蒂安區（西班牙語：San Sebastián），是哥斯達黎加的一個區，位於該國中部聖何塞省，始建於1848年12月7日，面積3.98平方公里，海拔高度1,125米，2011年人口40,065，人口密度每平方公里10,066.58人。